# 탈리아 라이더
탈리아 라이더(Talia Ryder, 2002년 8월 16일 ~ )는 미국의 배우이다. 12살 때 브로드웨이 뮤지컬 《마틸다》를 통해 배우 데뷔했다. 일라이자 히트먼 감독의 2020년 영화 《전혀아니다,별로아니다,가끔그렇다,항상그렇다》를 통해 영화 데뷔를 했다.

## 출연 작품

### 영화
- 전혀아니다,별로아니다,가끔그렇다,항상그렇다 (2020) - 스카일러 역
- 웨스트 사이드 스토리 (2021) - 테시 역
- 헬로, 굿바이, 그리고 그 사이의 모든 것 (2022) - 클레어 역
- 두 리벤지 (2022) - 개비 역
- 덤 머니 (2023) - 하모니 윌리엄스 역

### 뮤직비디오
- 올리비아 로드리고 - "Deja Vu"